# نوریکو ماتسوموتو (بازیگر)
نوریکو ماتسوموتو (به ژاپنی: 清水 和子 Noriko Matsumoto); ۹ اوت ۱۹۳۵ – ۲۶ مارس ۲۰۱۴) بازیگر اهل ژاپن بود. وی بین سال‌های ۱۹۵۴ تا ۲۰۰۱ میلادی فعالیت می‌کرد.